# Blasiuskapelle (Bergweiler)

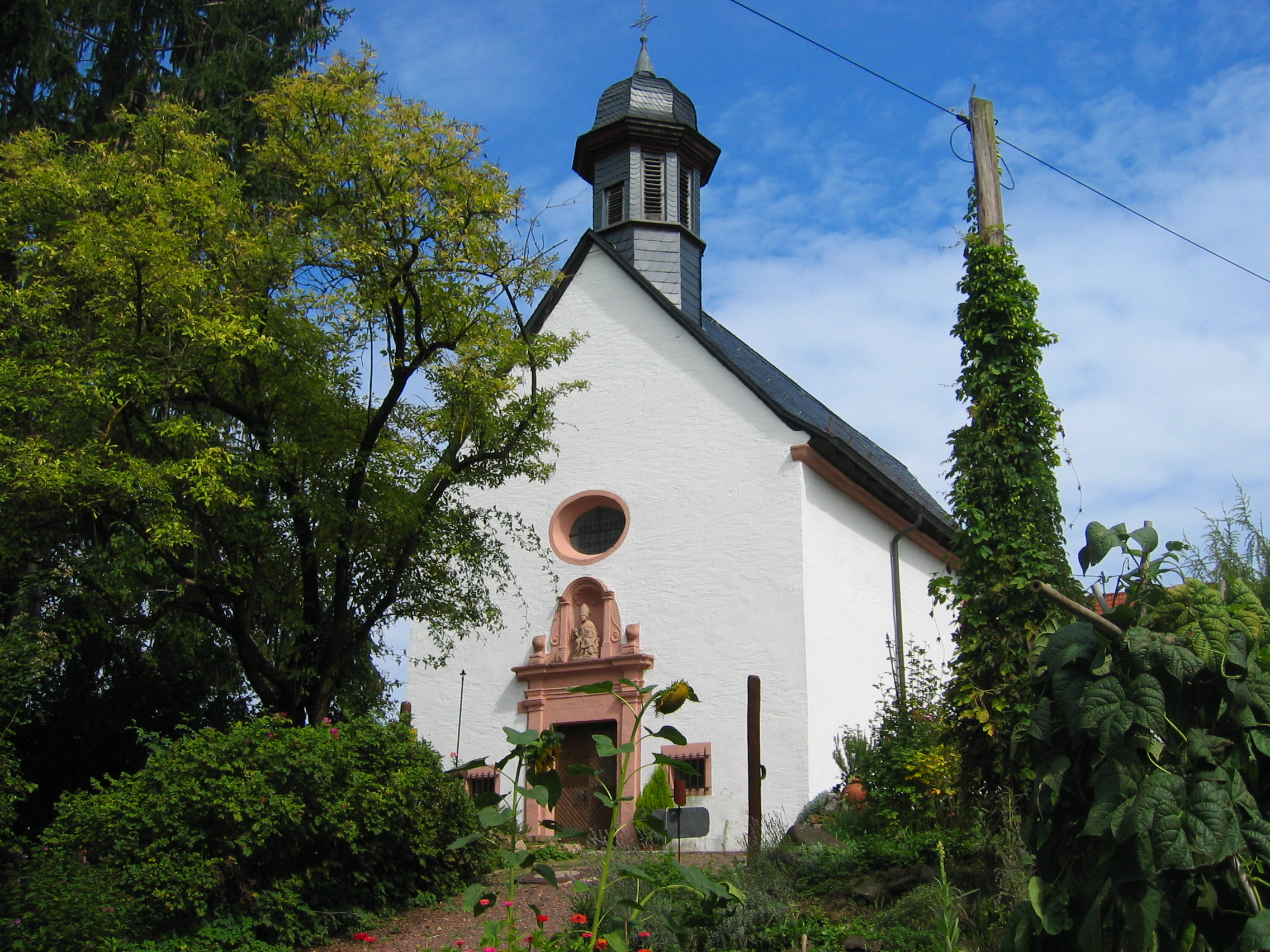
Blasiuskapelle

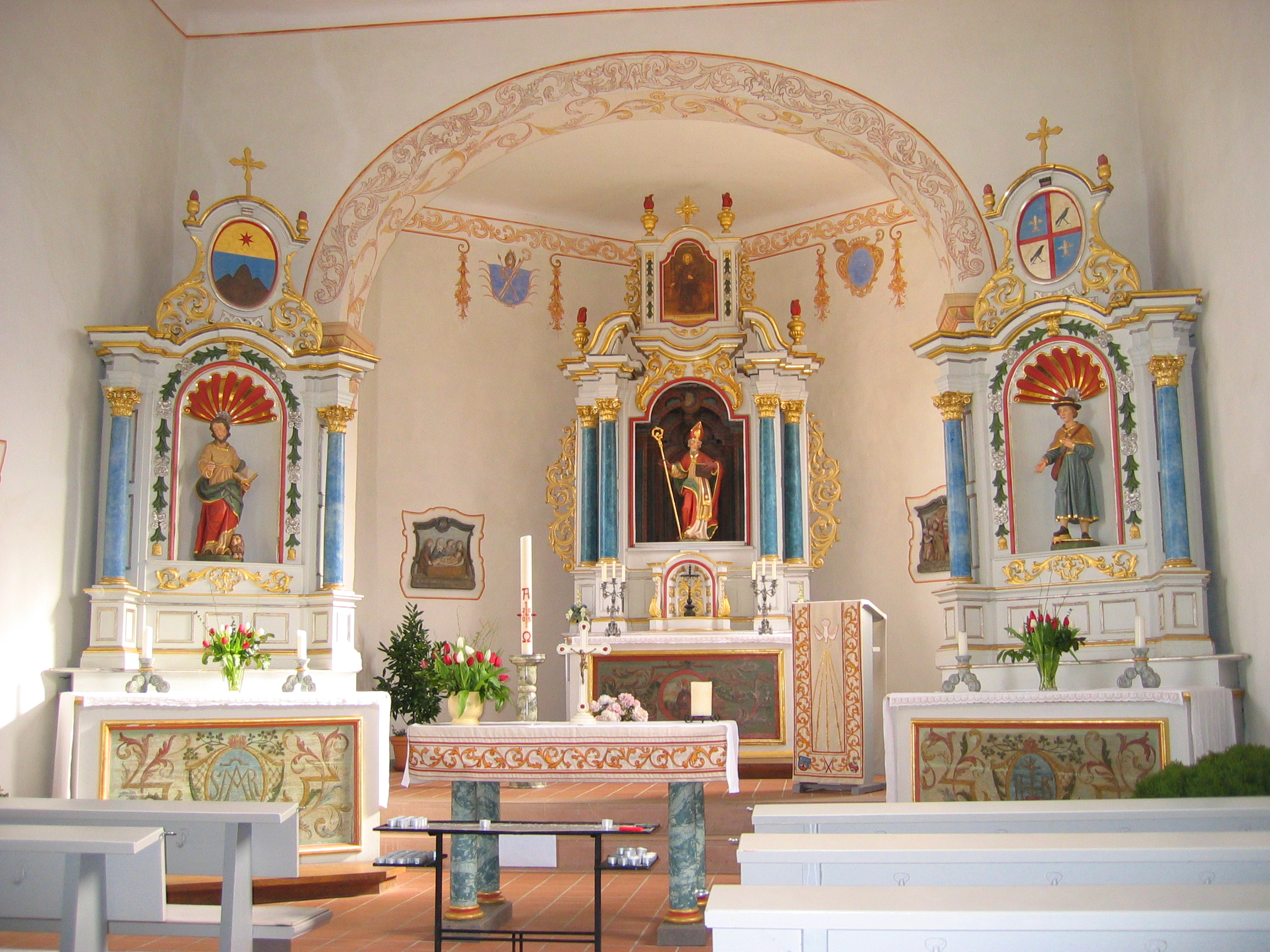
Die drei Altäre

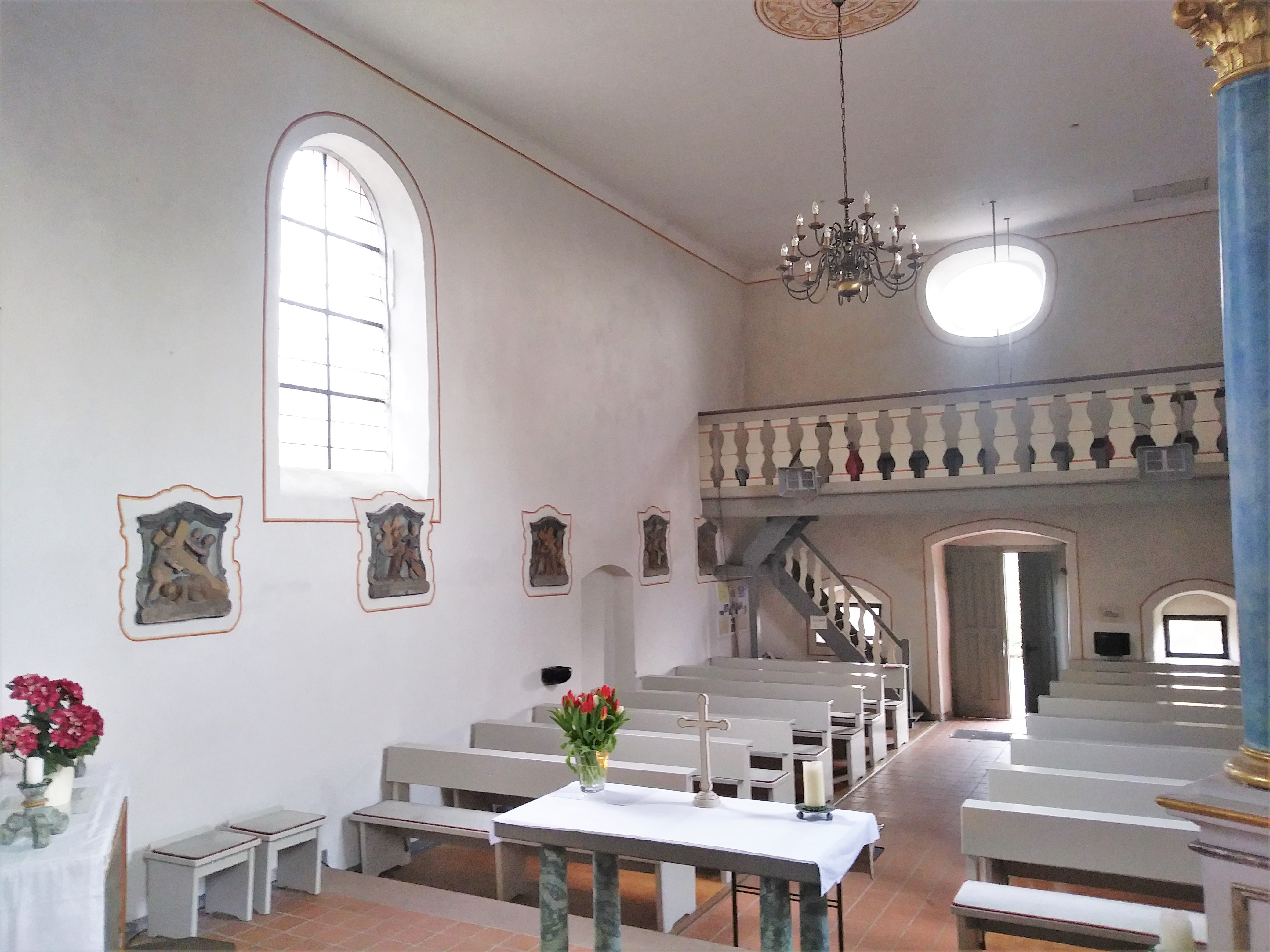
Blick zur Empore

Die Blasiuskapelle befindet sich im nördlichen Saarland auf dem Blasiusberg in Bergweiler bei Tholey. Sie blickt auf eine insgesamt 700-jährige Geschichte zurück.

## Baugeschichte
Die Kapelle wurde urkundlich erstmals im Jahre 1246 unter den Liegenschaften der Benediktinerabtei St. Mauritius erwähnt. Nach einem Brand wurde sie 1716 wieder in der heutigen Form aufgebaut, wie die Inschrift über dem Portal berichtet: „CoLLapsa per IgneM DenVo VratVr“. Der Chor der Kapelle ist gotisch, während der Rest im Bauernbarock gestaltet ist.

## Bedeutung
In früherer Zeit fanden am Blasiustag (3. Februar) und am Markustag (25. April) Wallfahrten mit Jahrmärkten statt, zu denen die Leibeigenen der Abtei Tholey verpflichtet waren.
In der Blasiuskapelle wird außer dem heiligen Blasius an zweiter Stelle auch der heilige Theobert verehrt. Von ihm ist bekannt, dass er als Mönch und Cellerar des Klosters Tholey im 13. Jahrhundert gern auf dem Blasiusberg die heilige Messe gehalten habe. Daneben werden auch der Evangelist Markus und der heilige Wendalinus verehrt.

## Sonstiges
1986 wurde der „Förderverein Blasiuskapelle Bergweiler e.V.“ gegründet. Die Kapelle ist zudem in den 2019 neu eröffneten "Drei-Kapellen-Wanderweg" rund um Bergweiler eingebunden.